# Osmia thoracica
Osmia thoracica är en biart som beskrevs av Radoszkowski 1874. Osmia thoracica ingår i släktet murarbin, och familjen buksamlarbin. Inga underarter finns listade i Catalogue of Life.